# Ama/No bugie no
Ama / No bugie no è l'ottavo ed ultimo singolo su 7" de i Corvi pubblicato nel 1969 dalla Rare. I brani erano il rifacimenti in italiano di Aime e Confession del cantante francese Christophe.

## Tracce
Lato A
1. Ama (testo: Claudio Daiano – musica: Christophe)

Lato B
1. Nemmeno una lacrima (testo: Nino Romano – musica: Christophe)